# Luís Barbalho Bezerra

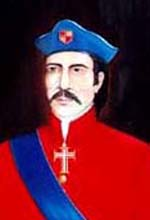
Luís Barbalho Bezerra.

Luís Barbalho Bezerra (Olinda, 1584 - Rio de Janeiro, 1644) foi um governante da capitania do Rio de Janeiro, estado do Brasil, no tempo colonial.

## História
Em 2 de junho de 1643, ao regressar de São Paulo, Salvador Correia de Sá e Benevides encontrou este novo governador no Rio de Janeiro: Luís Barbalho Bezerra era homem honesto, descrito como «ponderado e íntegro». Deu-lhe posse Salvador, então, e partiu para Lisboa, defender-se das acusações contra ele.
Como Barbalho Bezerra era pobre, tendo gasto sua fortuna e a saúde na luta contra os holandeses, a Câmara do Rio resolveu lhe conceder «aposentadoria», o que significava pagar os aluguéis de suas casas, inaugurando assim essa prática na cidade («o que veio mais tarde a onerar excessivamente as minguadas rendas municipais»).
O nome de Barbalho Bezerra, está intimamente ligado à história das lutas na Bahia e Pernambuco contra os holandeses, nas quais se cobrira de honra e adquirira justo renome. Dada a reputação «de homem ponderado e íntegro, de inatacável honestidade, de que vinha precedido o novo governador, a população o acolheu com muita esperança e grande satisfação, entre vivas demonstrações de júbilo.»
Sob Barbalho, a cidade progrediria muito, sobretudo porque chegou nesse mesmo ano, a mando do rei D. João IV, o engenheiro francês Michel d'Escolle, rebatizado em Portugal Michel de Lescol. Projetou o plano da cidade e o traçado das ruas, prolongamentos, declives para valas, padrões para as construções, fortificações - foi seu primeiro urbanista.
Uma das providências do governador foi, tendo encontrado a guarnição da praça reduzida a 260 soldados, cujos soldos havia nove meses não eram pagos, elevar a tropa a 600 homens, o que lhe parecia o mínimo necessário à defesa. Dirigiu-se à Câmara em 5 de julho de 1643 e pediu que decretasse impostos que lhe parecessem justos e mais suaves, para atender a necessidades militares. A guarda do produto seria confiada à Câmara, que não o poderia desviar para outro fim.
Barbalho morreu, porém, em 15 de abril de 1644 e foi sepultado na igreja do Colégio dos Jesuítas. Diz Vivaldo Coaracy, na sua obra O Rio de Janeiro no século XVII: «No curto período do seu governo, fizera-se altamente estimado pela integridade e espírito de justiça, sendo a sua morte muito lamentada. O prestígio de que gozava entre a população foi herdado pelos filhos, Jerónimo Barbalho Bezerra e Agostinho Barbalho Bezerra, então ainda jovens, mas que mais tarde desempenhariam papel saliente na história do Rio de Janeiro.»
Não havendo «vias de sucessão» e não tendo ele designado sucessor antes de morrer, assumiu o governo interino, eleito pela Câmara, Duarte Correia Vasqueanes, tio do anterior governador Salvador Correia de Sá e Benevides. Com isso, provocaram a impugnação dos militares que alegavam caber o governo a Simão Dias Salgado, Sargento-mor do presídio, de mais alta patente, e que se recusou a obedecer ao governador. Os fatos chegaram ao conhecimento do governador-geral e este da Bahia expediu, em 7 de maio de 1644, ordem a Francisco de Souto-Maior, que se encontrava no Rio de Janeiro de passagem para Angola, assumir o governo «para privar que os soldados e mais gentes entrem em altercações, pela diferença de obediência.» A Câmara do Rio representou à Coroa que então baixou o alvará de 26 de setembro de 1644 em que «para atalhar desordens e inquietações e evitar os danos que delas se podem seguir», determinou que «sucedendo falecer o Capitão-Mor e Governador da dita Capitania, e não havendo vias por que eu declare a pessoa que lhe há de suceder no dito Governo, possam os oficiais da Câmara da dita cidade eleger a pessoa que mais idônea lhes parecer que sirva o dito cargo, enquanto eu ou o dito Governador-Geral do dito Estado não prover.»